# تجربة

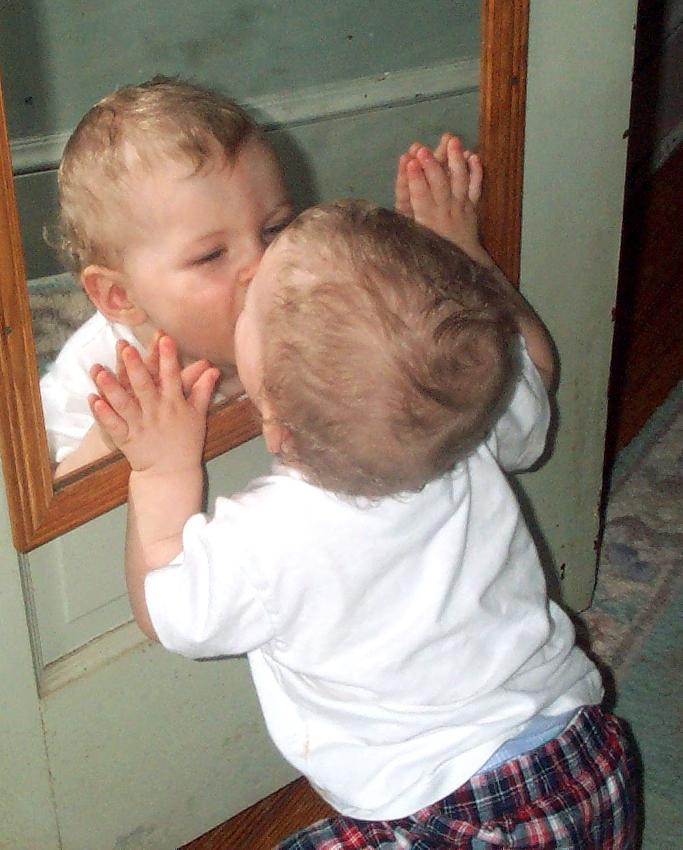
يبدأ الإنسان منذ سن باكرة بأداء تجارب عشوائية لمعرفة واكتشاف كيفية عمل الأشياء من حولهم.

في المنهج العلمي، التجرِبة(1) (الجمع: تجارِب) هي مجموعة أفعال أو عمليات رصد، تتم ضمن سياق حل مسألة معينة أو تساؤل لدعم أو تكذيب فرضية أو بحث علمي يتعلق بظاهرة ما غالبا طبيعية وأحيانا اجتماعية في حالة العلوم الاجتماعية. تعتبر التجارب ركن المدرسة التجريبية للحصول على معرفة أعمق حول العالم الطبيعي، وهي عبارة عن إجراء يُنفذ من أجل تدعيم فرضية أو تفنيدها أو التحقق من صحتها. تقدم التجارب نظرة متبصرة في السبب والنتيجة (العلة والمعلول) من خلال إظهار المحصلة التي تنتج عند معالجة عامل معين. وتختلف التجارب إلى حد كبير في هدفها ومقياسها، لكنها تعتمد دائمًا على إجراء قابل للتكرار وعلى التحليل المنطقي للنتائج. ويوجد أيضًا دراسات تجريبية طبيعية.
ويمكن للطفل أن يجري تجارب أساسية لفهم ظاهرة الجاذبية الأرضية، بينما قد يحتاج فريق من العلماء العديد من السنوات في البحث المنهجي لكي يقدموا فهمهم للظاهرة. وتعتبر التجارب والأنواع الأخرى من الأنشطة العملية، من الأمور الهامة جدًا بالنسبة لتعلم الطلاب داخل الفصول الدراسية للعلوم. فيمكن للتجارب أن ترفع من درجات الاختبار وأن تساعد الطالب في أن يصبح أكثر التزامًا وشغفًا بالمادة التي يدرسها، وعلى وجه التحديد عندما تُستخدم مع مرور الوقت. ويمكن للتجارب أن يختلف مداها بدءًا من المقارنات الطبيعية غير الرسمية والشخصية (مثل تذوق عدد من الشيكولاتة لتحديد الطعم الأفضل)، ووصولًا إلى التجارب ذات التحكم العالي (مثل الاختبارات التي تحتاج لأدوات معقدة يشرف عليها العديد من العلماء، على أمل أن يكتشفوا معلومات بشأن الجسيمات دون الذرية). تختلف استخدامات التجارب بشكل كبير بين العلوم الطبيعية والعلوم الإنسانية.
تشتمل التجارب عادة على عناصر للتحكم، والتي صُممت من أجل تقليل آثار المتغيرات بخلاف المتغير المستقل الفردي. ويزيد ذلك من موثوقية النتائج المستخلصة، وغالبًا ما يكون ذلك عن طريق المقارنة بين قياسات التحكم والقياسات الأخرى. وتعتبر عناصر التحكم أو الضبط العلمي، جزءًا من المنهج العلمي. فكل المتغيرات في التجربة تكون واقعة تحت التحكم أو الضبط من الناحية النموذجية (تُفسر من خلال قياسات التحكم) وليس يوجد أي متغيرات غير متحكم فيها. إذا عملت كل عناصر التحكم كما هو متوقع في مثل تلك التجربة، فمن الممكن استنتاج أن التجربة تعمل كما هو مقصود منها، وأن تلك النتائج تعود إلى تأثير المتغير المختبر.

## نظرة عامة
التجربة في المنهج العلمي، هي إجراء إمبيريقي أو تجريبي، يحكم الفرضيات أو النماذج المتنافسة. ويستخدم الباحثون أيضًا التجريب من أجل اختبار النظريات الموجودة أو الفرضيات الجديدة من أجل تدعيمها أو تفنيدها. تختبر التجربة عادة، الفرضية، والتي تمثل توقعًا بشأن كيفية عمل ظاهرة أو عملية معينة. وقد تهدف التجربة أيضًا بالرغم من ذلك، إلى الإجابة عن سؤال (ماذا لو)، دون توقع معين لما ستكشف عنه التجربة أو أن تؤكد نتائج سابقة. إذا أجريت التجربة بدقة فإن النتائج عادة إما أن تدعم الفرضية أو تفندها. وقد لا يمكن للتجربة أن تثبت فرضية أبدًا وفقًا لبعض فلسفات العلوم، ولكن يمكنها فقط أن تقدم إليها الدعم. وتقدم التجربة على صعيد آخر مثالًا مضادًا يمكنه تفنيد النظرية أو الفرضية، لكن يمكن إنقاذ النظرية دائمًا من خلال تعديلات مخصصة مناسبة، تأتي على حساب البساطة. يجب أيضًا على التجربة أن تتحكم في العوامل المربكة الممكنة –وهي كل العوامل التي يمكن أن تفسد دقة التجربة أو قابليتها للتكرار، أو القدرة على تفسير النتائج. وتستبعد عناصر التحكم أو الضبط العلمي وكذلك التجارب المصممة على عينة عشوائية من خلال التحديد العشوائي، وجود أي عناصر مربكة في العموم.
تعتبر التجارب في العلوم الهندسية والفيزيائية، عنصرًا أوليًا في المنهج العلمي. اعتادت تلك العلوم على اختبار النظريات والفرضيات المتعلقة بكيفية عمل الظواهر الفيزيائية في ظل شروط معينة (على سبيل المثال، ما إذا كان هناك عملية هندسية معينة يمكنها إنتاج مركب كيميائي مطلوب). وتركز عادة التجارب في مثل تلك المجالات على تكرار الإجراءات المتماثلة، على أمل الحصول على نتائج متماثلة في كل تكرار. فالتحديد العشوائي هو أمر غير شائع.
يختلف انتشار البحوث التجريبية في مجالات الطب والعلوم الاجتماعية، على نطاق واسع عبر التخصصات. وبالرغم من ذلك تتبع التجارب عادة نموذج الاختبار الكلينيكي، إذ تُحدد الوحدات التجريبية (عادة ما تكون كائنات بشرية) بشكل عشوائي في حالة التحكم أو العلاج، والذي تُقيَّم فيه نتيجة واحدة أو أكثر. وينصب التركيز على عكس المعايير في العلوم الفيزيائية، على متوسط تأثير العلاج (الفرق في النتائج بين المجموعات الضابطة والمعالجة) أو على إنتاج التجربة لإحصائية اختبار أخرى. ولا تتضمن دراسة واحدة في العادة على تكرارات للتجربة، ولكن يمكن جمع دراسات منفصلة من خلال المراجعة المنهجية والتحليل المابعدي.
يوجد فروق عديدة في الممارسة التجريبية في كل أفرع العلوم. فيستخدم مثلًا البحث الزراعي التجارب المصممة على عينات عشوائية في كثير من الأحيان (على سبيل المثال، من أجل اختبار الفعالية النسبية للأسمدة المختلفة)، في حين يتضمن علم الاقتصاد التجريبي في الغالب، اختبارات تجريبية لسلوكيات البشر النظرية دون الاعتماد على تحديد عشوائي للأفراد في حالات التحكم والمعالجة.

## التاريخ
يُنظر إلى أعمال عالم الطبيعة والرياضيات الحسن ابن الهيثم، بوصفها واحدة من أوائل المداخل المنهجية للتوجه التجريبي بالمعنى الحديث. فقد أجرى تجاربه في مجال البصريات (أو علم المناظر) –بالرجوع للوراء إلى المسائل الرياضية والبصرية في أعمال بطليموس- من خلال التحكم في تجاربه التي تعود إلى عوامل مثل الأهمية الذاتية والاعتماد على النتائج المرئية للتجارب بالإضافة إلى الأهمية من ناحية النتائج السابقة. يُعد ابن الهيثم واحدًا من أوائل العلماء الذين استخدموا المنهج التجريبي الاستقرائي في الوصول إلى نتائج. ويقدم في كتابه (المناظر) وصفًا للمدخل الجديد للمعرفة والبحث بمعنى تجريبي بشكل أساسي:
«رأينا أن نستأنف النظر في مبادئه ومقدماته، ونبتدئ في البحث باستقراء الموجودات، وتصفح أحوال المبصرات، ونميز خواص الجزئيات، ونلتقط بالاستقراء ما يخص البصر في حال الإبصار، وما هو مطرد لا يتغير وظاهر لا يشتبه من كيفية الإحساس، ثم نترقى في البحث والمقاييس على التدريج والترتيب، مع انتقاد المقدمات والتحفظ في النتائج، ونجعل غرضنا في جميع ما نستقرئه ونتصفحه استعمال العدل لا اتباع الهوى، ونتحرى في سائر ما نميزه وننتقده طلب الحق لا الميل مع الآراء، فلعلنا ننتهي بهذا الطريق إلى الحق الذي به يثلج الصدر، ونصل بالتدرج والتلطف إلى الغاية التي عندها يقع اليقين، ونظفر مع النقد والتحفظ بالحقيقة التي يزول معها الخلاف وتنحسم بها مواد الشبهات. وما نحن، مع جميع ذلك، براء (أحرارًا) مما هو في طبيعة الإنسان من كدر البشرية، ولكننا نجتهد بقدر ما هو لنا من القوة الإنسانية، ومن الله نستمد المعونة في جميع الأمور.»
أصبح فرانسيس بيكون (1561 – 1626) داعمًا بارزًا للعلم التجريبي في عصر النهضة الإنجليزي، وهو فيلسوف وعالم إنجليزي ظهر في القرن السابع عشر. لم يتفق بيكون مع منهج إجابة الأسئلة العلمية عن طريق الاستنباط –مثل الحسن ابن الهيثم- ووصف ذلك المنهج كالتالي: بعد أن يحدد الإنسان المسألة أولًا وفقًا لإرادته، فإنه يعود إلى الخبرة أو التجربة ويدفعها للتوافق مع أهوائه أو مواقفه، ويقودها مثل الأسير في موكب أو قافلة. لقد أراد بيكون منهجًا يعتمد على الملاحظات أو التجارب القابلة للتكرار. ومن الجدير بالذكر أنه يعتبر أول من قدم المنهج العلمي كما نفهمه اليوم.
حقق الأشخاص الذين طبقوا المنهج العلمي في ميادين مختلفة، في القرون التالية، تطورات واكتشافات هامة. قام جاليليو جاليلي (1564 – 1642) على سبيل المثال بقياس الزمن بدقة، واختباره لإجراء قياسات واستنتاجات دقيقة حول سرعة سقوط الأجسام. واستخدم الكيميائي الفرنسي أنطوان لافوازيه (1743 -1794) التجربة من أجل وصف ميادين جديدة، مثل الاحتراق والكيمياء الحيوية وتطوير نظرية لحفظ الكتلة (المادة). واستخدم لويس باستور (1822 – 1895) المنهج العلمي لكي يُفند النظرية السائدة في التوالد التلقائي وتطوير نظرية جرثومية في الأمراض. ويفضل استخدام تجارب معملية مصممة جيدًا كلما أمكن ذلك، بسبب أهمية التحكم في المتغيرات التي يحتمل أن تكون مربكة. وحدث قدر كبير من التقدم في تصميم وتحليل التجارب خلال أوائل القرن العشرين، مع مساهمات من جانب علماء الإحصاء أمثال، رونالد فيشر (1890–1962) وجيرزي نيمان (1894–1981) وأوسكار كيمثورن (1919–2000) وجيرترود ماري كوكس (1900–1978) ووليام جيميل كوكران (1909–1980) وآخرون.

## أنواع التجربة
يمكن تصنيف التجارب وفقًا لعدد من الأبعد، المعتمدة على المعايير الاحترافية والمقاييس في المجالات المختلفة للدراسة. وتعتبر التجربة الحقيقية، في بعض المجالات مثل علم النفس أو العلوم السياسية، بمثابة منهج للبحث الاجتماعي، إذ يوجد نوعان من المتغيرات. يتعامل المُجرِب مع المتغير المستقل ويُقاس المتغير التابع. وتعتبر السمة المميزة للتجربة الحقيقية هي التحديد العشوائي للموضوعات من اجل تحييد أو إضعاف تحيز المُجرِب، ولضمان أنها تحكم كل العوامل المربكة، خلال عدد كبير من تكرار التجربة.

### التجارب المُحْكَمة
تقارن التجربة المُحْكَمة عادة، النتائج المستخلصة من العينات التجريبية، في مقابل العينات الضابطة، والتي تكون متطابقة عمليًا مع العينة التجريبية باستثناء الجانب الوحيد الذي يُختبر تأثيره (المتغير المستقل). ويعتبر اختبار المخدرات مثالًا جيدًا. فتكون المجموعة أو العينة التي تتلقى المخدرات هي المجموعة التجريبية (مجموعة العلاج)؛ وتكون المجموعة التي تتلقى العلاج الوهمي أو المنتظم هي المجموعة الضابطة. ويُعد وجود العديد من العينات المكررة للاختبار الجاري تنفيذه، وامتلاكها لعناصر تحكم إيجابية وأخرى سلبية، من الممارسات الجيدة في العديد من التجارب المعملية. ويمكن غالبًا احتساب متوسط النتائج المستخلصة من العينات المكررة، أو إذا كانت واحدة من العينات المكررة لا تتسق مع النتائج المستخلصة من العينات الأخرى، فيمكن إهمالها بوصفها نتيجة لخطأ تجريبي (فقد تُحذف خطوة من إجراء الاختبار بالنسبة لتلك العينة بشكل خاطئ).

### التجارب الطبيعية
يقتضي مصطلح (التجربة) بشكل ضمني على التجربة المحكمة، ولكن تكون التجارب المحكمة في بعض الأحيان شديدة الصعوبة أو مستحيلة. ويلجأ الباحثون في هذه الحالة إلى التجارب الطبيعية أو شبه التجارب. وتعتمد التجارب الطبيعية فقط على ملاحظات متغيرات النظام الخاضع للدراسة، عوضًا عن التعامل مع متغير واحد أو عدة متغيرات مثلما يحدث في التجارب المحكمة. يحاولون قدر المستطاع أن يجمعوا البيانات للنظام بالطريقة التي يمكن من خلالها تحديد مساهمة كل المتغيرات، إذ تظل آثار التغير في بعض المتغيرات ثابتة بشكل تقريبي، وهكذا يمكن تمييز آثار المتغيرات الأخرى. وتعتمد درجة تحقق ذلك، على الترابط المُلاحَظ بين المتغيرات التفسيرية في البيانات المُلاحَظة. وعندما لا ترتبط تلك المتغيرات جيدًا، فيمكن للتجارب الطبيعية أن تقترب من قوة التجارب المُحكمة. ويوجد مع ذلك بعض الارتباط بين تلك المتغيرات في العادة، والتي تقلل من موثوقية التجارب الطبيعية بالنسبة لما يمكن استنتاجه إذا أجريت تجربة مُحكمة. وأيضًا، نتيجة للتجارب الطبيعية التي تحدث عادة في بيئات غير خاضعة للتحكم، فلا يمكن قياس أو تثبيت المتغيرات الآتية من مصادر غير مكتشفة، وقد يؤدي ذلك إلى ارتباطات وهمية في المتغيرات الخاضعة للدراسة.

## الملاحظات
1 - تجرٍبة بكسر الراء.